# Castello Principesco
Il Castello Principesco (in tedesco: Landesfürstliche Burg) è un castello ubicato nel centro storico di Merano: nel corso della sua storia è stato sempre utilizzato come abitazione, fino a divenire un piccolo polo museale.

## Storia e descrizione
La costruzione di alcune cantine iniziarono durante la metà del XV secolo: fu solo a partire dal 1470 che il castello venne edificato, nel centro di Merano, ai piedi del monte Benedetto, per volere del duca Sigismondo d'Austria, detto "il danaroso", come abitazione privata. Durante il corso del XVI secolo la struttura continuò a svolgere la sua funzione di residenza nobiliare, tant'è che al suo interno, nel 1516 soggiornò l'imperatore Massimiliano I; con il passare degli anni tuttavia, con diversi cambi di proprietari, cadde lentamente in rovina e da alcuni documenti risulta che nel XVII secolo veniva utilizzata solo la cappella per la celebrazione delle funzioni religiose. Durante le guerre napoleoniche passò sotto il controllo del governo baverese che lo cedette come indennizzo ai principi Thurn und Taxis, che lo adibirono a sede amministrativa. Nel 1815 la costruzione fu acquistata dal comune di Merano, che aveva intenzione di abbatterlo per far posto ad una scuola: le proteste da parte dei cittadini, con una petizione popolare, ne evitarono la demolizione e dal 1878 al 1880 il castello fu oggetto di lavori di restauro, eseguiti dell'architetto Friedrich von Schmidt, facendogli assumere un aspetto tardo gotico ed arredato con mobili, tra cui alcune cassapanche, armi e pitture, tipici del periodo della sua costruzione; nel 1880 venne riaperto al pubblico.

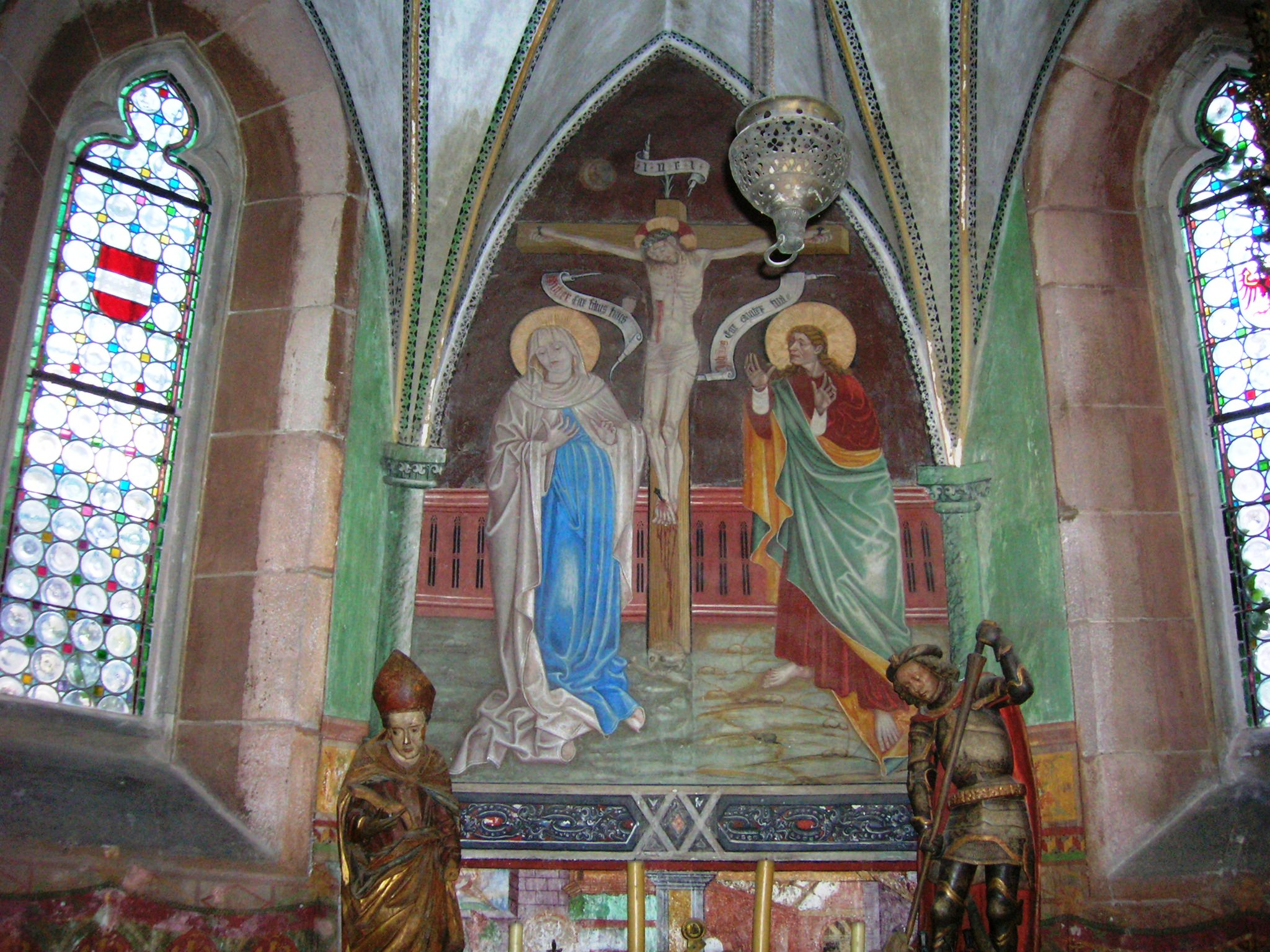
Interno della cappella

Tra gli ambienti principali: il cortile, affrescato con dipinti in stampo naturalistico, come piante ed animali che si avvolgono a figure umane, la cappella, all'interno della quale è conservata una statua del XV secolo raffigurante San Giorgio con il drago e diversi affreschi, la stanza del principe, con una stufa maiolicata del XV secolo, probabilmente la più antica esistente, e, distribuite in diverse sale, una ricca collezione di antichi strumenti musicali, di armi e di utensili da cucina. Da segnalare inoltre due grandi sale adibite originariamente a depositi e utilizzate dopo il restauro per matrimoni civili, nelle quali sono conservati numerosi dipinti provenienti in parte dal museo civico di Merano: tra le opere principali i dipinti dell'Imperatrice Maria Teresa, l'Imperatore Francesco I, Venditrice di frutta, Venditore di Selvaggina, i ritratti delle sorelle Strellin, opera dell'artista Franz Anton Zeiler, ed un gruppo di dipinti eseguiti da Simon Ybertracther, come Martin Lagenmantl, Catarina Langenmtal, entrambi del 1726, Johann Anton Seeler, Anna Maria Seeler, entrambi del 1762, e Caterina Ingrambin, del 1759.
Con i suoi ventimila visitatori l'anno, il castello risulta essere uno dei meglio conservati dell'intero Alto Adige e viene utilizzato anche per la celebrazione di matrimoni con rito civile.